# Doc Paulin

Doc Paulin (1995)

Ernest „Doc“ Paulin (* 22. Juni 1907 in Wallace Louisiana; † 20. November 2007 in Marrero, Louisiana) war ein amerikanischer Jazzmusiker (Trompeter), der mit seiner Marching Band und seiner Doc Paulin’s N.O.L.A. Band in New Orleans aktiv war.

## Leben und Wirken
Paulin wuchs in einer kreolisch-französischsprachigen Familie von Musikern auf. Ab seinem siebten Lebensjahr lernte er Trompete zu spielen. Nach dem Tod seiner Großeltern siedelte Paulin 1928 nach New Orleans über. Schon bald war er dort als Trompeter bei Beerdigungsumzügen aktiv.
Paulin gründete seine eigene Blaskapelle, die als Marching Band bei Beerdigungsfeiern und anderen von Kirchen und Vereinen organisierten Veranstaltungen auftrat. Er war damit so erfolgreich, dass er zeitweilig eine zweite Band betrieb, um überlappende Termine am selben Tag abzudecken.
Abgesehen von einem kurzen Aufenthalt in New York in den 1930er Jahren, leitete Paulin sieben Jahrzehnte lang in New Orleans eigene Bands, darunter auch die Doc Paulin Dixieland Jazz Band. Zu den Mitmusikern gehörten auch Dr. Michael White, Gregg Stafford und Fred Lonzo. In den frühen 1960er Jahren begleitete er mit seiner Doc Paulin’s N.O.L.A. Band Emile Barnes bei Aufnahmen für Icon Records. Seine Band spielte kurz in dem Dokumentarfilm Always for Pleasure (1978) von Les Blank. 1980 entstand ein Album mit Doc Paulin’s Marching Band für Folkways. Aufnahmen sind auch in der Kompilation Classic Sounds of New Orleans enthalten. Weiterhin ist er mit seinen Söhnen in deren Paulin Brothers Jazz Band auf dem Album The Tradition Continues zu hören. Seinen letzten öffentlichen Auftritt hatte er im Alter von 97 Jahren 2004 auf dem New Orleans Jazz and Heritage Festival.